# Hafen Rock
Koordinaten: 53° 32′ 44,7″ N, 9° 57′ 30,8″ O
Hafen Rock oder auch Hafenrock war ein von 1993 bis 2019 jährliches drei- bis viertägiges Openair-Musikfestival, das parallel zum Hamburger Hafengeburtstag stattfand.

## Geschichte
Das Festival ist eine Open-Air-Veranstaltung und fand erstmals 1993 auf dem ehemaligen LKW-Parkplatz an der Hafenstraße in St. Pauli statt. Man begann zunächst mit einer Bühne, die auf dem fast 10.000 m² großen Platz recht verloren wirkte. Es war von Anfang an geplant, 'Hafen Rock' als ein eigenständiges Festival zum Hafengeburtstag zu etablieren, mit einem anderen Programm als man sonst von Volksfesten kannte. Seit einigen Jahren stehen alle Musikbühnen des Hafen Rocks im westlichen Bereich des Hafengeburtstages, direkt an der Hafenstraße mit Elb-Promenade.
Das Hafen Rock verfügt heute über drei Bühnen für Musiker und Rahmenprogramm. Die wichtigsten Bühnen sind die Astra Hafenrockbühne und die Jolly-Roger-Bühne, welche sich in rund 600 Metern Entfernung gegenüber stehen. Eine weitere kleinere Bühne, die Gipsy Lounge, befindet sich etwa mittig zwischen den beiden Hauptbühnen.
Die ehemalige vierte, die NDR-Bühne, welche sich auch auf dem Gelände befand, wurde nach einigen Jahren ausgegliedert und wird vom NDR in Eigenregie weitergeführt und befindet sich nun am St. Pauli-Elbtunnel.
2016 wurde ein erneuter Besucherrekord erreicht, an vier Tagen (inkl. Vater- und Muttertag) besuchten bei besten Wetter über 50.000 Menschen die Veranstaltung.
2020 musste das Festival wegen der Coronapandemie abgesagt werden. Als der Hamburger Hafengeburtstag 2022 wieder regulär stattfinden konnte, gab es allerdings kein Hafenrock mehr. Die Veranstalter veranstalten nunmehr seit 2022 zum Hafengeburtstag das neue „An den Landungsbrücken open air“ mit nur noch einer Bühne direkt am Eingang zum alten Elbtunnel. Diese Bühne betrieb schon der NDR zu Hafenrockzeiten.

## Hafenrockbühne
Auf der ehemaligen Astra Bühne, die „Hauptbühne“, treten am Freitag neben den obligatorischen Shantychor überwiegend deutsche Bands und Musiker aus dem Hamburger Raum, wie Maggers United, 5th Avenue und Christian Steiffen auf. Samstags beginnt das Bühnenprogramm zunächst mit eher unbekannteren Bands und steigert sich später zur Hauptveranstaltung mit internationalen und überregional bekannten Bands wie der Manfred Mann’s Earth Band, Feuerschwanz und Dark Age. Das Sonntagsprogramm richtet sich zunächst Familiär aus und steht später im Zeichen des Rock ’n’ Roll und Rockabilly.

## Jolly Roger Bühne
Diese Bühne bietet überwiegend Livemusik von Reggae, Punk, Folk und Ska. So treten überregional und international bekannten Bands dieser Szene auf. Aber auch die Stilrichtungen Rockabilly und antifaschistischer Oi! sind vertreten. Das jährlich Bühnenprogramm steht unter den Motto „Love Music – Hate Fascism!“ und wird von FC St. Pauli unterstützt.

## Gipsy Lounge
Die Gipsy Lounge ist die kleinste der drei Bühnen. Auf dieser werden überwiegen Akustikversionen des Gypsy-Jazz und Swing, sowie Tanz und Gesangsdarbietungen aus Südosteuropa gezeigt. Um die Bühne herum gibt es eine Wahrsagerbude sowie Essen und Trinken aus Südosteuropa. Ein weiterer Höhepunkt ist am Sonntag um 13.00 Uhr der beliebte Zigeuner-Gottesdienst.